# حمام قدیمی نجف خان
حمام قدیمی نجف خان مربوط به سدهٔ ۱۱ ه.ق است و در دولت آباد، خیابان شهید رجایی واقع شده و این اثر در تاریخ ۲۴ اسفند ۱۳۸۳ با شمارهٔ ثبت ۱۱۶۵۸ به‌عنوان یکی از آثار ملی ایران به ثبت رسیده است.